# Голос Родины (газета, Беларусь)
Голос Родины (бел. Голас Радзімы) — информационно-просветительная газета для белоруссов за границей.

## История
Издается с 6 апреля 1955 года в Минске на белорусском языке еженедельно. До января 1960 года называлась «За возвращение на родину» (бел. За вяртанне на Радзіму).
Основана секцией Советского комитета «За возвращение на родину» для пропаганды советского образа жизни среди белорусских эмигрантов. С середины 1970-х годов освещала жизнь, включая белорусскую эмиграцию. С середины 1990-х годов единственное белорусское издание, которое распространяется среди национальной диаспоры и в среде иностранных белорусистов.
Информирует о политических процессах, происходящих в Беларуси, новостях общественно-культурной жизни. Публикует много материалов по истории Беларуси, освещает жизнь белорусов в дальнем и ближнем зарубежье. Издано более 150 книг и брошюр.
Сперва выдавалось Белорусским обществом по связям с соотечественниками за рубежом. Потом до 2018 года являлась дополнением к газете «Советская Белоруссия». Сейчас издается как отдельное издание Издательским домом «Звязда».